# Лето в Японии: двойное самоубийство
«Лето в Японии: двойное самоубийство» (яп. 無理心中日本の夏 Мури синдзю: Нихон но нацу) — фильм режиссёра Нагисы Осимы, вышедший на экраны в 1967 году.

## Сюжет
18-летняя девушка после расставания с возлюбленным бесцельно бродит по городу, заполненному странными людьми: стои́т атмосфера надвигающихся беспорядков. На одной из улиц она встречает молодого человека, который заявляет, что не знает, кто он такой. Для обретения смысла жизни он стремится оказаться перед лицом смерти, чтобы в самый момент кончины, глядя в глаза убийцы, понять, что следует делать дальше. Вскоре они встречают группу якудза, которые готовятся к предстоящей битве с вражеской бандой. Чтобы не оставлять свидетелей, бандиты забирают молодых людей с собой. Парень надеется, что в логове преступников найдется человек, способный его убить…

## В ролях
- Кэйко Сакураи — Нэдзико
- Кэй Сато — Отоко
- Тэцуо Асида — Химэдзи
- Сюнсукэ Мидзогути — Цукибито
- Бунъя Одзава — Мацуяма
- Рокко Тоура — ТВ-парень
- Хидэо Кандзэ
- Тайдзи Тонояма — Омота